# Perla Suez
Perla Suez (sinh ngày 28 tháng 11 năm 1947) là một tiểu thuyết gia người Argentina và tác giả của trẻ em. Bà là người nhận giải thưởng Sor Juana Inés de la Cruz.

## Lý lịch
Suez sinh ra ở Córdoba, và lớn lên ở Basavilbaso. Bà nhận bằng cử nhân Văn học hiện đại tại Đại học Quốc gia Córdoba, cũng học ngành tâm lý học và điện ảnh.
Từ năm 1977 đến 1978, bà đã tiến hành nghiên cứu tại Đại học Paris-VII trước khi làm việc tại Trung tâm Quốc tế về Nghiên cứu Sư phạm tại Sèvres.
Suez đồng sáng lập Centro de Difusión e Investigación de Literatura Infantil y Juvenil (Trung tâm Phát thanh và Điều tra Trẻ em và Văn học vị thành niên) và là Giám đốc của trung tâm giai đoạn 1984-1994.
Suez cũng đã đồng đạo diễn tạp chí Piedra Libre, một ấn phẩm quảng bá việc đọc và văn học ở Mỹ Latinh và Caribe.

## Công trinh
Các ấn phẩm được lựa chọn bởi Suez bao gồm:
- El Arresto (2001, Norma)
- El país del diablo (2015, Edhasa)
- Letargo (2000, Norma)
- Humo Rojo (2012, Edhasa)
- La Pasajera (2008, Norma)
- La Trilogía de Entre Ríos (2006, Norma), bộ ba Letargo, El Arresto và Complot
- Khiếu nại (2004, Norma)
- Tumba Tumba Tetumba (2001, Biên tập viên Alción)

La Trilogía de Entre Ríos đã được xuất bản bằng tiếng Anh với tên The Entre Ríos Trilogy (2006, The University of New Mexico Press) và được dịch bởi Rhonda Dahl Buchanan. Nó cũng đã được dịch sang tiếng Ý (năm 2009 là Il fiumi della memoria), tiếng Đức và tiếng Pháp. Letargo đã được dịch sang tiếng Anh bởi Rhonda Dahl Buchanan và tiếng Ý bởi Luigi Cojazzi.

### Sách cho trẻ em
Suez đã viết một số sách thiếu nhi tiếng Tây Ban Nha bao gồm:
- El Vuelo del Barrilete y Otros Cuentos (1985, El Ateneo)
- Papá, Mamá ¿Me dan permiso? (1989, El Ateneo)
- El viaje de un sou muy gris (1991, Sudamericana)
- Memorias de Vladimir (1991, Alfaguara)
- El Cuento del Pajarito (1991, Sudamericana)
- Dimitri en la tormenta (1993)
- El Árbol de los Flecos (1995, Sudamericana)
- Un golpe de buena suerte (2006, EDB)
- El señor de los continos (2006, Giáo dục)
- Los tres pyjama (2007, Sudamericana)
- Arciboldo (2009, Giao tiếp)
- Blum! (2011, Giao tiếp)
- Un oso (2014, Comunicarte)
- Lara y su lobo (2014, Giao tiếp)
- El huemul (2014, Giao tiếp)
- Espero (2015, La brujita de papel)
- Las Flores de Hielo (2015, Comunicarte)
- El hombrecito de polvo (2015, Comunicarte)
- Uma (2016, Comunicarte)

## Giải thưởng
Năm 2015, bà đã giành được Sor Juana Inés de la Cruz Priz (Premio Sor Juana Inés de la Cruz) cho cuốn sách của mình, El país del diablo. Là một phần của giải thưởng, cuốn sách sẽ được dịch sang tiếng Anh để xuất bản.
Năm 1993, bà nhận được đề cử đặc biệt của Ủy ban Phụ nữ Israel về câu chuyện " Aaron y la Cabra" và vào năm 1997, cơ quan làm việc của bà đã được trao Giải thưởng danh dự cho Giải thưởng Thế giới dành cho Văn học thiếu nhi Jose Martí.
Năm 2001, Letargo là người vào chung kết giải thưởng Rómulo Gallegos.
Năm 2005, cuốn tiểu thuyết của mình Complot là một chung kết cho Grinzane Cavour Foundation giải thưởng quốc tế, và trong năm 2008, The Entre Ríos Trilogy đạt giải Nhất Grinzane Cavour-Montevideo International Award.
Hai trong số những cuốn sách của bà đã được Thư viện Thanh niên Quốc tế chọn là 'Những con quạ trắng', những cuốn sách đáng chú ý dành cho trẻ em, Memorias de Vladimir năm 1992 và El árbol de los flecos vào năm 1996.
Suez đã được trao một học bổng Guggenheim trong tiểu thuyết hiện trường (cho Mỹ Latinh & Caribbean) vào năm 2007 